# Rolf Becker (Verleger)
Rolf Becker (* 5. Juni 1920 in Jüterbog; † 15. Februar 2014 in München) war ein deutscher Verleger und Eigentümer des Verlages Wort und Bild.

## Leben
1955 gründete er als Leiter eines Pharma-Unternehmens gemeinsam mit zwei Partnern den Wort und Bild Verlag und gab seit Januar 1956 die Apotheken Umschau heraus. Er war zudem Vorsitzender des Bundesverbandes Deutscher Kundenzeitschriftverleger (Frankfurt/Mannheim). 1994 war er Mitbegründer der Stiftung Pinakothek der Moderne in München. Im Jahr 2005 gründete er die Stiftung Rufzeichen Gesundheit!
Rolf Becker war seit 1944 verheiratet und wurde Vater zweier Söhne.

## Kunstsammlung und Mäzenatentum
Becker sammelte ausgiebig Kunst. Einige Plastiken ließ er rund um das Verlagsgebäude im oberbayerischen Baierbrunn aufstellen. Als Mäzen stiftete er unter anderem die „Eduardo Chillida“-Plastik Berlin vor dem Bundeskanzleramt und war einer der Ersten Spender für das Holocaustmahnmal .

## Auszeichnungen
Deutschland
- Bayerischer Verdienstorden 1983
- Ehrenbürgerschaften der Gemeinden Pullach und Baierbrunn
- Ehrenmitglied der Akademie der schönen Künste
- Ehrensenator der Ludwig-Maximilians-Universität München 2002
- Fritz-Ferchl-Medaille[5]
- Kulturpreis der Eduard-Rhein-Stiftung 2006
- Kulturtaler 2007[6]
- Selbstmedikationspreis für besondere Leistungen auf dem Gebiet der Selbstmedikation[7]
- Verdienstkreuz 1. Klasse des Verdienstordens der Bundesrepublik Deutschland
- Großes Verdienstkreuz des Verdienstordens der Bundesrepublik Deutschland 1995
- Aufnahme in die Hall of Fame im Haus der Pressefreiheit 2024

Italien
- Cavaliere Ufficiale dell’Ordine al Merito della Repubblica Italiana
- Commendatore dell’Ordine al Merito della Repubblica Italiana 1984
- Premio Europeo „Lorenzo il Magnifico“ Florenz

Österreich
- Großes Ehrenzeichen für Verdienste um die Republik Österreich 1999

Spanien
- La Gran Cruz de la Orden del Mérito Civil 2002